# Delia fascicularis
Delia fascicularis är en tvåvingeart som först beskrevs av Tiensuu 1935.  Delia fascicularis ingår i släktet Delia, och familjen blomsterflugor. Arten har ej påträffats i Sverige.